# Морис Надо
Морис Надо (на френски: Maurice Nadeau, р. 21 май 1911, Париж, Франция – п. 16 юни 2013, Париж, Франция) е френски литературен критик и историк, редактор и издател.

## Биография
Морис Надо остава кръгъл сирак, след като загубва родителите си по време на Първата световна война. Завършва Екол Нормал в Лион. Като студент активно се занимава с политика. През 1930 г. става член на Френската компартия, а през 1932 г. е изключен за опозиционни настроения. Става член на троцкистката Международна работническа партия на Пиер Навил, сближава се с лявото крило на сюрреализма (Андре Бретон, Луи Арагон, Жак Превер, Бенжамен Пере).
От 1936 г. учителства в Прад и Тие. По време на Втората световна война участва в Съпротивата. Неговата група, в която е и Давид Русе, попада в капан и много от членовете ѝ се оказват в лагерите. Надо успява да избегне депортацията с помощта на съпругата на Давид Русе.
След края на войната води литературната страница в списание Combat, начело на което стои Албер Камю. Става близък с Жорж Батай, Рене Шар, Анри Мишо, Хенри Милър, Клод Симон. Участва в издаването на съчиненията на Сад, защитава Луи-Фердинан Селин. След това работи в разни издателства, сред които Mercure de France (1949 – 1953), и печатни издания (France-Observateur, 1952 – 1959; L’Express, 1959 – 1964; Les Lettres nouvelles, 1953 – 1976). Става близък на Сартър. По време на войната в Алжир подписва т.нар. Манифест 121 (1960) с протест срещу колонизаторската политика на държавата.
На 15 март 1966 г. Надо отпечатва първия брой на двуседмичното литературно издание La Quinzaine littéraire, което излиза и до днес. През 1977 г. основава издателство Les Lettres nouvelles, наречено на едноименното списание на Надо, издавано и до днес, но с име Éditions Maurice Nadeau от 1984 г. В него са публикувани също книгите на Кутси, дебютният роман на Мишел Уелбек Разширяване полето на борбата и др. Като критик и издател Надо открива за френския читател десетки автори от европейски и световен мащаб.
Член е на журито за литературната награда „Ренодо“ (1945 – 1969).
Най-прочутата му собствена творба, преведена на много езици, е Histoire du surréalisme („История на сюрреализма“), публикувана на френски през 1944 г. и на английски 21 години по-късно, в превод от Ричард Хауърд

### Собствени книги
- Histoire du surréalisme, Le Seuil, 1945; Points-Seuil 1970
  - История на сюрреализма, превод от френски Тодорка Минева, Аргес, 1993, 172 с.
- Documents surréalistes (Сюрреалистки документи), Le Seuil, 1948
- Littérature présente (Съвременната литература), Corréa, 1953
- Michel Leiris et la quadrature du Cercle (Мишел Лейрис и квадратурата на кръга), essai, Julliard, 1963; Maurice Nadeau, 2002
- Le Roman français depuis la guerre (Следвоенният френски роман), essai, Gallimard, 1969; Le Passeur, 1992
- Gustave Flaubert, écrivain (Гюстав Флобер, писателят), изследвания, Denoël, 1969 (2 изд. 1980)
- Grâces leur soient rendues (Техните благодарности са получени), Albin Michel, 1990 и 2011
- Une vie en littérature. Conversations avec Jacques Sojcher (Живот с литературата. Разговори с Жак Соше), Complexe, 2002
- Sade, l’insurrection permanente (Сад, перманентният бунт), Maurice Nadeau, 2002
- Serviteur! Souvenirs littéraires (Сервитьор! Литературни спомени), Albin Michel, 2002
- Journal en public (Общодостъпен дневник), Maurice Nadeau/ La Quinzaine littéraire, 2006
- Le Chemin de la vie (Пътят на живота), разговори с Лори Адлър, Verdier, 2011

### Редакция и съставителство
- Marquis de Sade: Œuvres, précédé de Exploration de Sade, La Jeune Parque, 1947
- Gustave Flaubert: Œuvres complètes et Correspondance, 18 тома, Rencontre, 1965 – 1983
- Anthologie de la poésie française, 12 тома, Rencontre (Lausanne), 1966 – 1967 (в съсъставителство)
- Album Gide, Bibliothèque de la Pléiade / Gallimard, 1985
- Ferdinando Scianna, Actes-Sud, 2008

## Признание
Отличия
- Голяма национална награда за литература (1988)
- Орден за изкуство и литература

За Морис Надо са направени 4 документални филма.